# 長曾禰虎徹
長曾祢虎徹，日本名刀，越前國刀匠長曾祢虎徹入道興里所鑄，脅差制式，刃長約四十五公分，為新撰組隊長近藤勇的愛刀。
傳說當長曾祢虎徹砍在人身時，刀刃就如同被吸進身體般，輕輕一揮，便會使敵人受到嚴重的刀傷。
但此刀在明治元年近藤勇被處死後便下落不明了。